# Istituto polare francese Paul-Émile Victor
L'Istituto polare francese Paul Émile Victor (in francese Institut polaire français Paul Émile Victor, abbreviato IPEV) è un istituto di ricerca polare francese che supporta le università e i laboratori di ricerca francesi che desiderano effettuare le ricerche negli ambienti polari, sia in Artide che in Antartide.

## Storia
Venne fondato nel 1992 con il nome di Istituto francese per la ricerca e la tecnologia polari (Institut français pour la recherche et la technologie polaires, abbr. IFRTP), come risultato della fusione di Spedizioni polari francesi (Expéditions polaires françaises, abbr. EPF) e della Missione di ricerca delle Terre australi e antartiche francesi (Mission de recherche des Terres Australes et Antarctiques Françaises, abbr. TAAF). Nel gennaio 2002 è stato prorogato per una durata di 12 anni con l'attuale nome.

## Basi scientifiche

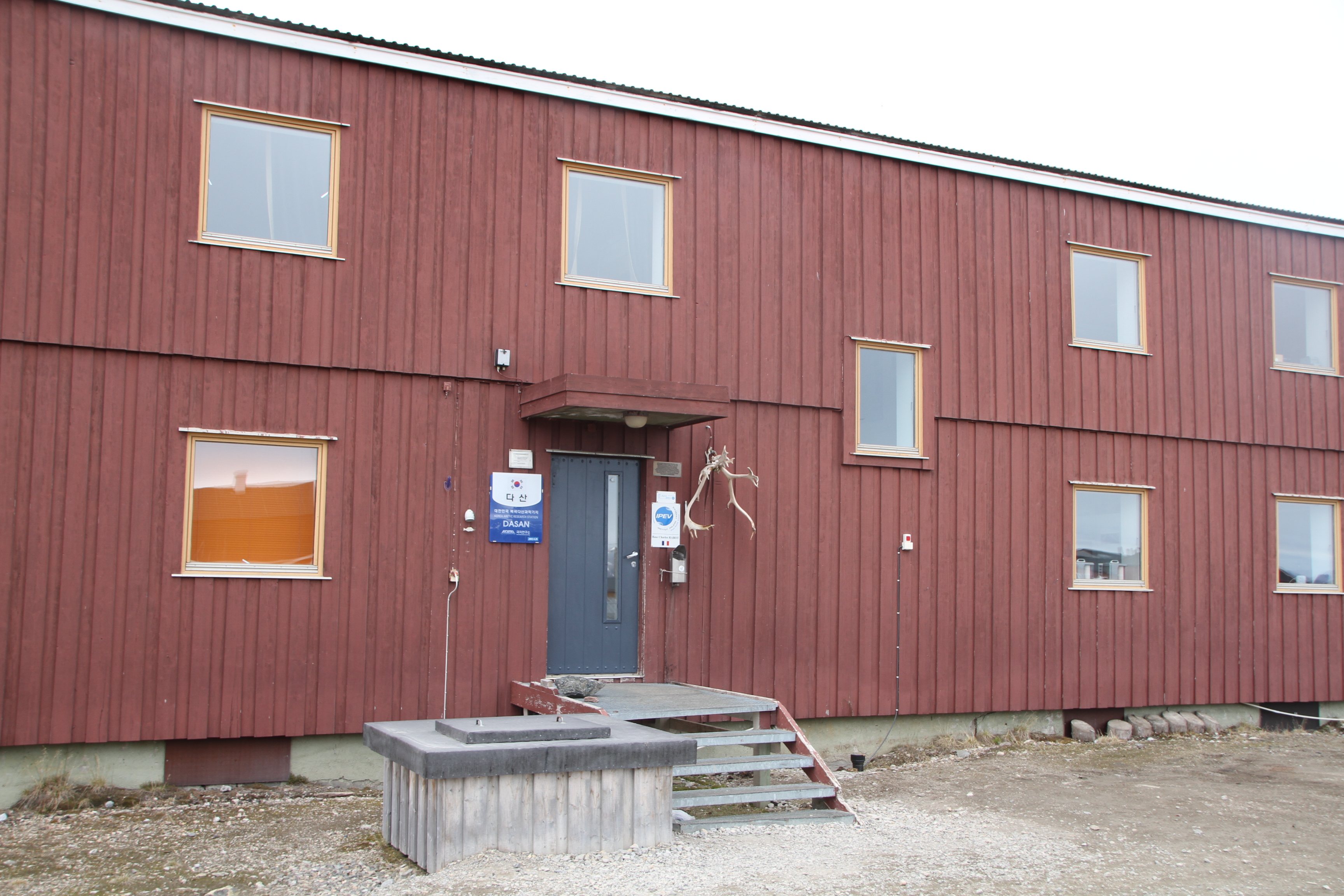
La base Charles Rabot a Ny-Ålesund

L'IPEV gestisce una serie di basi scientifiche sia in Artide che in Antartide, che sono messe a disposizione dei ricercatori francesi:
Basi antartiche
- Base Dumont d'Urville (Terra Adelia, TAAF)
- Base Concordia (Dome C, AAT, insieme all'Italia)

Basi subantartiche
- Port-aux-Français (Grande Terre, Isole Kerguelen, TAAF)
- Base Alfred Faure (Île de la Possession, Isole Crozet, TAAF)
- Martin-de-Viviès (Isola Amsterdam, Isole Saint-Paul e Nuova Amsterdam, TAAF)

Basi artiche
- Base Charles Rabot (Ny-Ålesund, Svalbard, Norvegia)
- Base Jean Corbel (Spitsbergen, Svalbard, Norvegia)

## Navi
- L'Astrolabe (P 800) (dal 2017)
- L'Astrolabe (1986) (1988-2017)
- La Curieuse (dismessa)
- Marion Dufresne (1973-1995)
- Marion Dufresne (1995) (dal 1995)